# 宋令東
宋 令東（そう れいとう、1990年8月 - ）は、中華人民共和国の軍人（中校）、中国国家航天局の宇宙飛行士。中国共産党党員。

## 経歴
1990年8月、山東省菏沢地区（現在の菏沢市）曹県で生まれる。2008年9月に中国人民解放軍入隊。2020年9月に中国第三回宇宙飛行士に入選した。2023年、神舟19号飛行任務乗組に入選した。